# Oudrenne
Oudrenne (Duits: Udern) is een gemeente in het Franse departement Moselle (regio Grand Est) en telt 692 inwoners (1999). De gemeente maakt deel uit van het arrondissement Thionville.

## Geografie
De oppervlakte van Oudrenne bedraagt 20,1 km², de bevolkingsdichtheid is 34,4 inwoners per km².
De onderstaande kaart toont de ligging van Oudrenne met de belangrijkste infrastructuur en aangrenzende gemeenten.

## Demografie
Onderstaande figuur toont het verloop van het inwonertal (bron: INSEE-tellingen).